# Lista över fornlämningar i Strängnäs kommun (Länna)
Lista över fornlämningar i Strängnäs kommun (Länna) är en förteckning av ett urval av de fornlämningar som finns i Länna i Strängnäs kommun.
| Namn                                    | Lämningstyp                 | Tillkomsttid | Historisk indelning | Plats | Läge                 | ID-nr          | Bild                                 |
| --------------------------------------- | --------------------------- | ------------ | ------------------- | ----- | -------------------- | -------------- | ------------------------------------ |
| Länna 1:1                               | Gravfält                    |              | Länna, Södermanland |       | 59.306620, 17.000613 | 10035000010001 | Ladda upp en bild av detta fornminne |
| Länna 2:1                               | Röse                        |              | Länna, Södermanland |       | 59.309266, 16.999145 | 10035000020001 | Ladda upp en bild av detta fornminne |
| Länna 2:2                               | Stensättning                |              | Länna, Södermanland |       | 59.309406, 16.999076 | 10035000020002 | Ladda upp en bild av detta fornminne |
| Länna 2:3                               | Stensättning                |              | Länna, Södermanland |       | 59.309526, 16.999031 | 10035000020003 | Ladda upp en bild av detta fornminne |
| Länna 4:1                               | Grav- och boplatsområde     |              | Länna, Södermanland |       | 59.305836, 16.999293 | 10035000040001 | Ladda upp en bild av detta fornminne |
| Länna 5:1                               | Stensättning                |              | Länna, Södermanland |       | 59.312414, 16.992168 | 10035000050001 | Ladda upp en bild av detta fornminne |
| Länna 6:1                               | Hög                         |              | Länna, Södermanland |       | 59.310239, 16.978937 | 10035000060001 | Ladda upp en bild av detta fornminne |
| Länna 6:2                               | Hög                         |              | Länna, Södermanland |       | 59.310331, 16.978907 | 10035000060002 | Ladda upp en bild av detta fornminne |
| Länna 6:3                               | Hög                         |              | Länna, Södermanland |       | 59.310438, 16.978918 | 10035000060003 | Ladda upp en bild av detta fornminne |
| Länna 6:4                               | Hög                         |              | Länna, Södermanland |       | 59.310502, 16.978775 | 10035000060004 | Ladda upp en bild av detta fornminne |
| Länna 7:1                               | Röse                        |              | Länna, Södermanland |       | 59.310539, 16.999087 | 10035000070001 | Ladda upp en bild av detta fornminne |
| Länna 8:1                               | Stensättning                |              | Länna, Södermanland |       | 59.311468, 16.990201 | 10035000080001 | Ladda upp en bild av detta fornminne |
| Länna 8:2                               | Stensättning                |              | Länna, Södermanland |       | 59.311131, 16.990270 | 10035000080002 | Ladda upp en bild av detta fornminne |
| Länna 8:3                               | Stensättning                |              | Länna, Södermanland |       | 59.311364, 16.990053 | 10035000080003 | Ladda upp en bild av detta fornminne |
| Länna 9:1                               | Hög                         |              | Länna, Södermanland |       | 59.312076, 16.989708 | 10035000090001 | Ladda upp en bild av detta fornminne |
| Länna 10:1                              | Hög                         |              | Länna, Södermanland |       | 59.312803, 16.989211 | 10035000100001 | Ladda upp en bild av detta fornminne |
| Länna 10:2                              | Hög                         |              | Länna, Södermanland |       | 59.312624, 16.989293 | 10035000100002 | Ladda upp en bild av detta fornminne |
| Länna 10:3                              | Hög                         |              | Länna, Södermanland |       | 59.312530, 16.989479 | 10035000100003 | Ladda upp en bild av detta fornminne |
| Länna 10:4                              | Hög                         |              | Länna, Södermanland |       | 59.312929, 16.989192 | 10035000100004 | Ladda upp en bild av detta fornminne |
| Länna 11:1                              | Gravfält                    |              | Länna, Södermanland |       | 59.313283, 16.976531 | 10035000110001 | Ladda upp en bild av detta fornminne |
| Länna 11:2                              | Gravfält                    |              | Länna, Södermanland |       | 59.314162, 16.976443 | 10035000110002 | Ladda upp en bild av detta fornminne |
| Länna 12:1                              | Gravfält                    |              | Länna, Södermanland |       | 59.316164, 16.964285 | 10035000120001 | Ladda upp en bild av detta fornminne |
| Länna 13:1                              | Röse                        |              | Länna, Södermanland |       | 59.289864, 16.985833 | 10035000130001 | Ladda upp en bild av detta fornminne |
| Länna 13:2                              | Röse                        |              | Länna, Södermanland |       | 59.289941, 16.985671 | 10035000130002 | Ladda upp en bild av detta fornminne |
| Länna 14:1                              | Grav- och boplatsområde     |              | Länna, Södermanland |       | 59.291243, 16.987085 | 10035000140001 | Ladda upp en bild av detta fornminne |
| Länna 16:1                              | Gravfält                    |              | Länna, Södermanland |       | 59.289846, 16.987401 | 10035000160001 | Ladda upp en bild av detta fornminne |
| Länna 17:1                              | Fornborg                    |              | Länna, Södermanland |       | 59.295141, 16.991154 | 10035000170001 | Ladda upp en bild av detta fornminne |
| Länna 18:1                              | Gravfält                    |              | Länna, Södermanland |       | 59.281684, 16.986272 | 10035000180001 | Ladda upp en bild av detta fornminne |
| Länna 19:1                              | Hög                         |              | Länna, Södermanland |       | 59.277109, 16.992296 | 10035000190001 | Ladda upp en bild av detta fornminne |
| Länna 19:2                              | Stensättning                |              | Länna, Södermanland |       | 59.276933, 16.992434 | 10035000190002 | Ladda upp en bild av detta fornminne |
| Länna 19:3                              | Stensättning                |              | Länna, Södermanland |       | 59.276874, 16.992553 | 10035000190003 | Ladda upp en bild av detta fornminne |
| Länna 21:1                              | Röse                        |              | Länna, Södermanland |       | 59.285381, 16.987027 | 10035000210001 | Ladda upp en bild av detta fornminne |
| Länna 21:2                              | Stensättning                |              | Länna, Södermanland |       | 59.285341, 16.987147 | 10035000210002 | Ladda upp en bild av detta fornminne |
| Länna 32:1                              | Stensättning                |              | Länna, Södermanland |       | 59.238004, 16.877351 | 10035000320001 | Ladda upp en bild av detta fornminne |
| Lisjö borg (Länna 33:1)                 | Fornborg                    |              | Länna, Södermanland |       | 59.235483, 16.875814 | 10035000330001 | Ladda upp en bild av detta fornminne |
| Lisjö borg (Länna 33:2)                 | Stensättning                |              | Länna, Södermanland |       | 59.235571, 16.875066 | 10035000330002 | Ladda upp en bild av detta fornminne |
| Lisjö borg (Länna 33:3)                 | Stensättning                |              | Länna, Södermanland |       | 59.235563, 16.876381 | 10035000330003 | Ladda upp en bild av detta fornminne |
| Lisjö borg (Länna 33:4)                 | Stensättning                |              | Länna, Södermanland |       | 59.235341, 16.876020 | 10035000330004 | Ladda upp en bild av detta fornminne |
| Länna 34:1                              | Grav- och boplatsområde     |              | Länna, Södermanland |       | 59.310405, 16.988565 | 10035000340001 | Ladda upp en bild av detta fornminne |
| Länna 35:1                              | Gravfält                    |              | Länna, Södermanland |       | 59.308826, 16.979811 | 10035000350001 | Ladda upp en bild av detta fornminne |
| Länna 38:1                              | Grav- och boplatsområde     |              | Länna, Södermanland |       | 59.263870, 16.946850 | 10035000380001 | Ladda upp en bild av detta fornminne |
| Länna 46:1                              | Gravfält                    |              | Länna, Södermanland |       | 59.274992, 16.989362 | 10035000460001 | Ladda upp en bild av detta fornminne |
| Länna 47:1                              | Hög                         |              | Länna, Södermanland |       | 59.273901, 16.986916 | 10035000470001 | Ladda upp en bild av detta fornminne |
| Länna 48:2                              | Stensättning                |              | Länna, Södermanland |       | 59.257994, 16.940998 | 10035000480002 | Ladda upp en bild av detta fornminne |
| Länna 49:1                              | Stensättning                |              | Länna, Södermanland |       | 59.263218, 16.984095 | 10035000490001 | Ladda upp en bild av detta fornminne |
| Länna 49:2                              | Stensättning                |              | Länna, Södermanland |       | 59.263243, 16.984573 | 10035000490002 | Ladda upp en bild av detta fornminne |
| Länna 49:3                              | Röse                        |              | Länna, Södermanland |       | 59.262814, 16.984693 | 10035000490003 | Ladda upp en bild av detta fornminne |
| Länna 51:1                              | Stensättning                |              | Länna, Södermanland |       | 59.263000, 16.951051 | 10035000510001 | Ladda upp en bild av detta fornminne |
| Länna 57:1                              | Gravfält                    |              | Länna, Södermanland |       | 59.300568, 17.019935 | 10035000570001 | Ladda upp en bild av detta fornminne |
| Länna 59:1                              | Gravfält                    |              | Länna, Södermanland |       | 59.237168, 16.974623 | 10035000590001 | Ladda upp en bild av detta fornminne |
| Länna 60:1                              | Stensättning                |              | Länna, Södermanland |       | 59.233065, 16.973551 | 10035000600001 | Ladda upp en bild av detta fornminne |
| Länna 69:1                              | Röse                        |              | Länna, Södermanland |       | 59.264677, 16.947361 | 10035000690001 | Ladda upp en bild av detta fornminne |
| Länna 70:3                              | Hällristning                |              | Länna, Södermanland |       | 59.261992, 16.952508 | 10035000700003 | Ladda upp en bild av detta fornminne |
| Vretatorp (Länna 79:1)                  | Lägenhetsbebyggelse         |              | Länna, Södermanland |       | 59.228136, 16.959785 | 10035000790001 | Ladda upp en bild av detta fornminne |
| Länna 94:1                              | Röse                        |              | Länna, Södermanland |       | 59.234974, 16.883051 | 10035000940001 | Ladda upp en bild av detta fornminne |
| Länna 100:1                             | Gravfält                    |              | Länna, Södermanland |       | 59.281282, 16.991074 | 10035001000001 | Ladda upp en bild av detta fornminne |
| Länna 102:1                             | Stensättning                |              | Länna, Södermanland |       | 59.279918, 16.991478 | 10035001020001 | Ladda upp en bild av detta fornminne |
| Länna 104:1                             | Gravfält                    |              | Länna, Södermanland |       | 59.274160, 17.001918 | 10035001040001 | Ladda upp en bild av detta fornminne |
| Länna 107:1                             | Stensättning                |              | Länna, Södermanland |       | 59.269851, 16.976824 | 10035001070001 | Ladda upp en bild av detta fornminne |
| Vreten (Qvarntorpet) (Länna 110:1)      | Lägenhetsbebyggelse         |              | Länna, Södermanland |       | 59.270276, 16.976333 | 10035001100001 | Ladda upp en bild av detta fornminne |
| Länna 121:1                             | Röse                        |              | Länna, Södermanland |       | 59.265529, 16.956974 | 10035001210001 | Ladda upp en bild av detta fornminne |
| (Stenbro) (Länna 122:1)                 | Lägenhetsbebyggelse         |              | Länna, Södermanland |       | 59.267042, 16.961295 | 10035001220001 | Ladda upp en bild av detta fornminne |
| Länna 123:1                             | Gravfält                    |              | Länna, Södermanland |       | 59.257992, 16.962005 | 10035001230001 | Ladda upp en bild av detta fornminne |
| Länna 124:1                             | Stensättning                |              | Länna, Södermanland |       | 59.258890, 16.947213 | 10035001240001 | Ladda upp en bild av detta fornminne |
| Länna 126:1                             | Stensättning                |              | Länna, Södermanland |       | 59.270040, 16.975427 | 10035001260001 | Ladda upp en bild av detta fornminne |
| Länna 127:1                             | Stensättning                |              | Länna, Södermanland |       | 59.272158, 16.974391 | 10035001270001 | Ladda upp en bild av detta fornminne |
| Länna 127:2                             | Stensättning                |              | Länna, Södermanland |       | 59.272107, 16.974516 | 10035001270002 | Ladda upp en bild av detta fornminne |
| Länna 132:1                             | Grav- och boplatsområde     |              | Länna, Södermanland |       | 59.261504, 16.952247 | 10035001320001 | Ladda upp en bild av detta fornminne |
| Länna 133:1                             | Grav markerad av sten/block |              | Länna, Södermanland |       | 59.260424, 16.953912 | 10035001330001 | Ladda upp en bild av detta fornminne |
| Mörkmora (Länna 135:1)                  | Lägenhetsbebyggelse         |              | Länna, Södermanland |       | 59.254227, 16.973867 | 10035001350001 | Ladda upp en bild av detta fornminne |
| Länna 139:1                             | Stensättning                |              | Länna, Södermanland |       | 59.274663, 16.985035 | 10035001390001 | Ladda upp en bild av detta fornminne |
| Ribybråten (Länna 149:1)                | Lägenhetsbebyggelse         |              | Länna, Södermanland |       | 59.248177, 17.007435 | 10035001490001 | Ladda upp en bild av detta fornminne |
| Länna 174:1                             | Stensättning                |              | Länna, Södermanland |       | 59.257436, 16.902862 | 10035001740001 | Ladda upp en bild av detta fornminne |
| Länna 180:1                             | Stensättning                |              | Länna, Södermanland |       | 59.256953, 16.940031 | 10035001800001 | Ladda upp en bild av detta fornminne |
| Länna 181:1                             | Husgrund, historisk tid     |              | Länna, Södermanland |       | 59.255294, 16.937002 | 10035001810001 | Ladda upp en bild av detta fornminne |
| Länna 182:1                             | Gravfält                    |              | Länna, Södermanland |       | 59.260767, 16.938754 | 10035001820001 | Ladda upp en bild av detta fornminne |
| Länna 185:1                             | Hög                         |              | Länna, Södermanland |       | 59.265573, 16.905074 | 10035001850001 | Ladda upp en bild av detta fornminne |
| Länna 186:1                             | Stensättning                |              | Länna, Södermanland |       | 59.267968, 16.903874 | 10035001860001 | Ladda upp en bild av detta fornminne |
| Länna 187:1                             | Stensättning                |              | Länna, Södermanland |       | 59.264460, 16.900578 | 10035001870001 | Ladda upp en bild av detta fornminne |
| Länna 196:1                             | Stensättning                |              | Länna, Södermanland |       | 59.261392, 16.907468 | 10035001960001 | Ladda upp en bild av detta fornminne |
| Länna 199:1                             | Gravfält                    |              | Länna, Södermanland |       | 59.265345, 16.938362 | 10035001990001 | Ladda upp en bild av detta fornminne |
| Länna 219:1                             | Stensättning                |              | Länna, Södermanland |       | 59.270412, 16.917564 | 10035002190001 | Ladda upp en bild av detta fornminne |
| Länna 219:2                             | Stensättning                |              | Länna, Södermanland |       | 59.270261, 16.917652 | 10035002190002 | Ladda upp en bild av detta fornminne |
| Länna 220:1                             | Stensättning                |              | Länna, Södermanland |       | 59.276508, 16.913743 | 10035002200001 | Ladda upp en bild av detta fornminne |
| Länna 229:1                             | Stensättning                |              | Länna, Södermanland |       | 59.299462, 16.936589 | 10035002290001 | Ladda upp en bild av detta fornminne |
| Länna 244:1                             | Gravfält                    |              | Länna, Södermanland |       | 59.315221, 16.957685 | 10035002440001 | Ladda upp en bild av detta fornminne |
| (Lukastrop) eller Bråtten (Länna 245:1) | Lägenhetsbebyggelse         |              | Länna, Södermanland |       | 59.327705, 16.952415 | 10035002450001 | Ladda upp en bild av detta fornminne |
| Länna 254:1                             | Stensättning                |              | Länna, Södermanland |       | 59.306473, 16.979322 | 10035002540001 | Ladda upp en bild av detta fornminne |
| Länna 254:2                             | Stensättning                |              | Länna, Södermanland |       | 59.306400, 16.979197 | 10035002540002 | Ladda upp en bild av detta fornminne |
| Länna 259:1                             | Röse                        |              | Länna, Södermanland |       | 59.311891, 16.978172 | 10035002590001 | Ladda upp en bild av detta fornminne |
| Länna 259:3                             | Stensättning                |              | Länna, Södermanland |       | 59.312036, 16.977495 | 10035002590003 | Ladda upp en bild av detta fornminne |
| Länna 264:1                             | Gravfält                    |              | Länna, Södermanland |       | 59.310562, 16.985114 | 10035002640001 | Ladda upp en bild av detta fornminne |
| Länna 266:1                             | Stensättning                |              | Länna, Södermanland |       | 59.310871, 16.992883 | 10035002660001 | Ladda upp en bild av detta fornminne |
| Länna 269:1                             | Stensättning                |              | Länna, Södermanland |       | 59.311922, 16.986866 | 10035002690001 | Ladda upp en bild av detta fornminne |
| Länna 270:1                             | Stensättning                |              | Länna, Södermanland |       | 59.293902, 16.997573 | 10035002700001 | Ladda upp en bild av detta fornminne |
| Länna 273:1                             | Stensättning                |              | Länna, Södermanland |       | 59.309929, 16.985066 | 10035002730001 | Ladda upp en bild av detta fornminne |
| Länna 277:1                             | Gravfält                    |              | Länna, Södermanland |       | 59.311343, 16.982695 | 10035002770001 | Ladda upp en bild av detta fornminne |
| Länna 278:1                             | Stensättning                |              | Länna, Södermanland |       | 59.306133, 17.003189 | 10035002780001 | Ladda upp en bild av detta fornminne |
| Länna 279:1                             | Stensättning                |              | Länna, Södermanland |       | 59.307095, 17.002150 | 10035002790001 | Ladda upp en bild av detta fornminne |
| Länna 280:1                             | Stensättning                |              | Länna, Södermanland |       | 59.309395, 17.003822 | 10035002800001 | Ladda upp en bild av detta fornminne |
| Länna 281:1                             | Stensättning                |              | Länna, Södermanland |       | 59.256384, 16.961766 | 10035002810001 | Ladda upp en bild av detta fornminne |
| Länna 282:1                             | Stensättning                |              | Länna, Södermanland |       | 59.266873, 16.974398 | 10035002820001 | Ladda upp en bild av detta fornminne |
| Länna 283:1                             | Lägenhetsbebyggelse         |              | Länna, Södermanland |       | 59.265817, 16.972281 | 10035002830001 | Ladda upp en bild av detta fornminne |
| Länna 289:2                             | Stensättning                |              | Länna, Södermanland |       | 59.311300, 16.989008 | 10035002890002 | Ladda upp en bild av detta fornminne |
| Länna 289:3                             | Stensättning                |              | Länna, Södermanland |       | 59.311213, 16.989039 | 10035002890003 | Ladda upp en bild av detta fornminne |
| Länna 296:1                             | Stensättning                |              | Länna, Södermanland |       | 59.261416, 16.905683 | 10035002960001 | Ladda upp en bild av detta fornminne |